# Kamienice przy ulicy Kazimierza Wielkiego 47-51 we Wrocławiu
Kamienice przy ulicy Kazimierza Wielkiego 47-51 – zabytkowe kamienice mieszczańskie znajdujące się przy ulicy Kazimierza Wielkiego we Wrocławiu.

## Historia posesji i kamienic

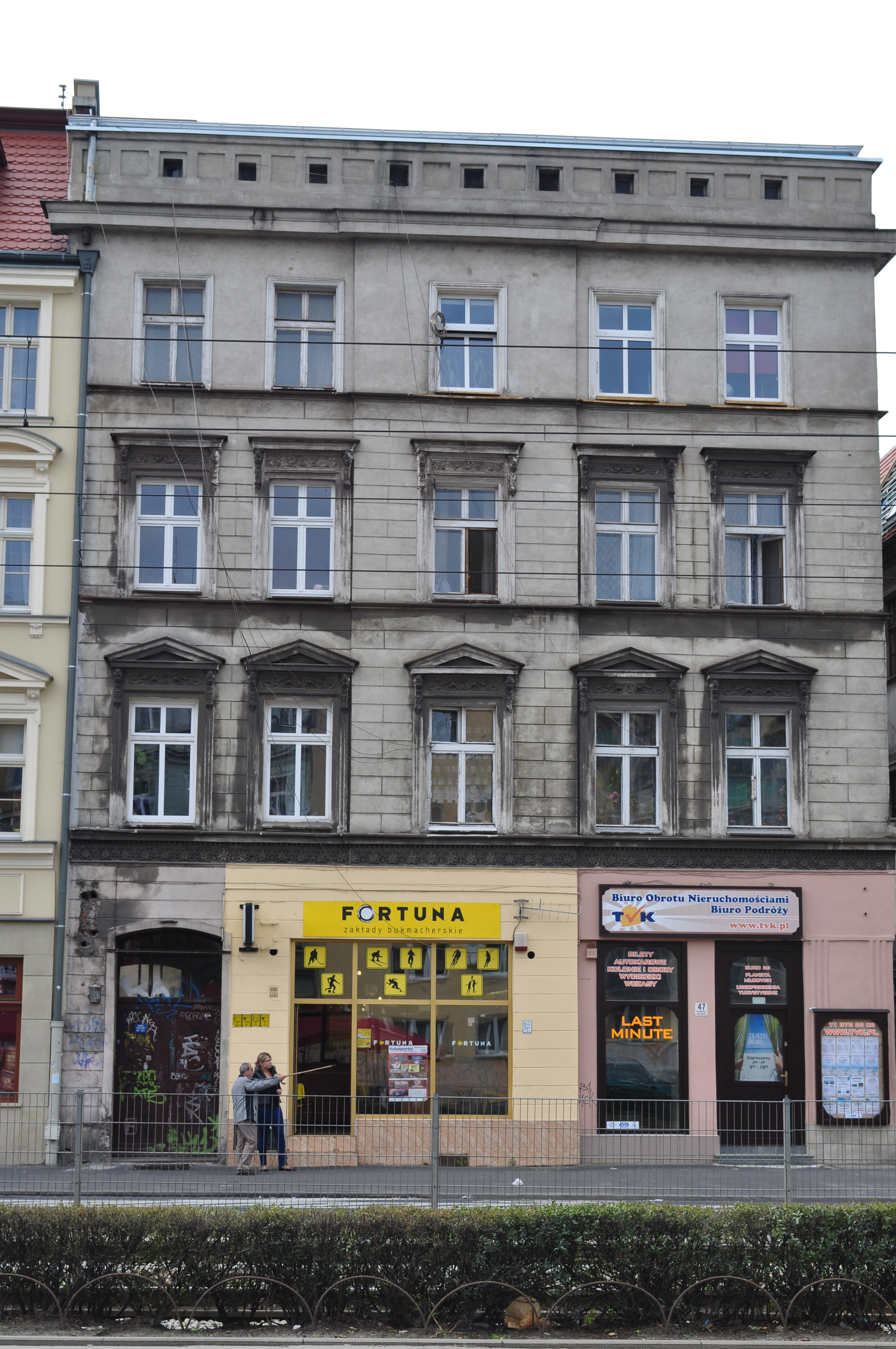
Kamienica nr 47

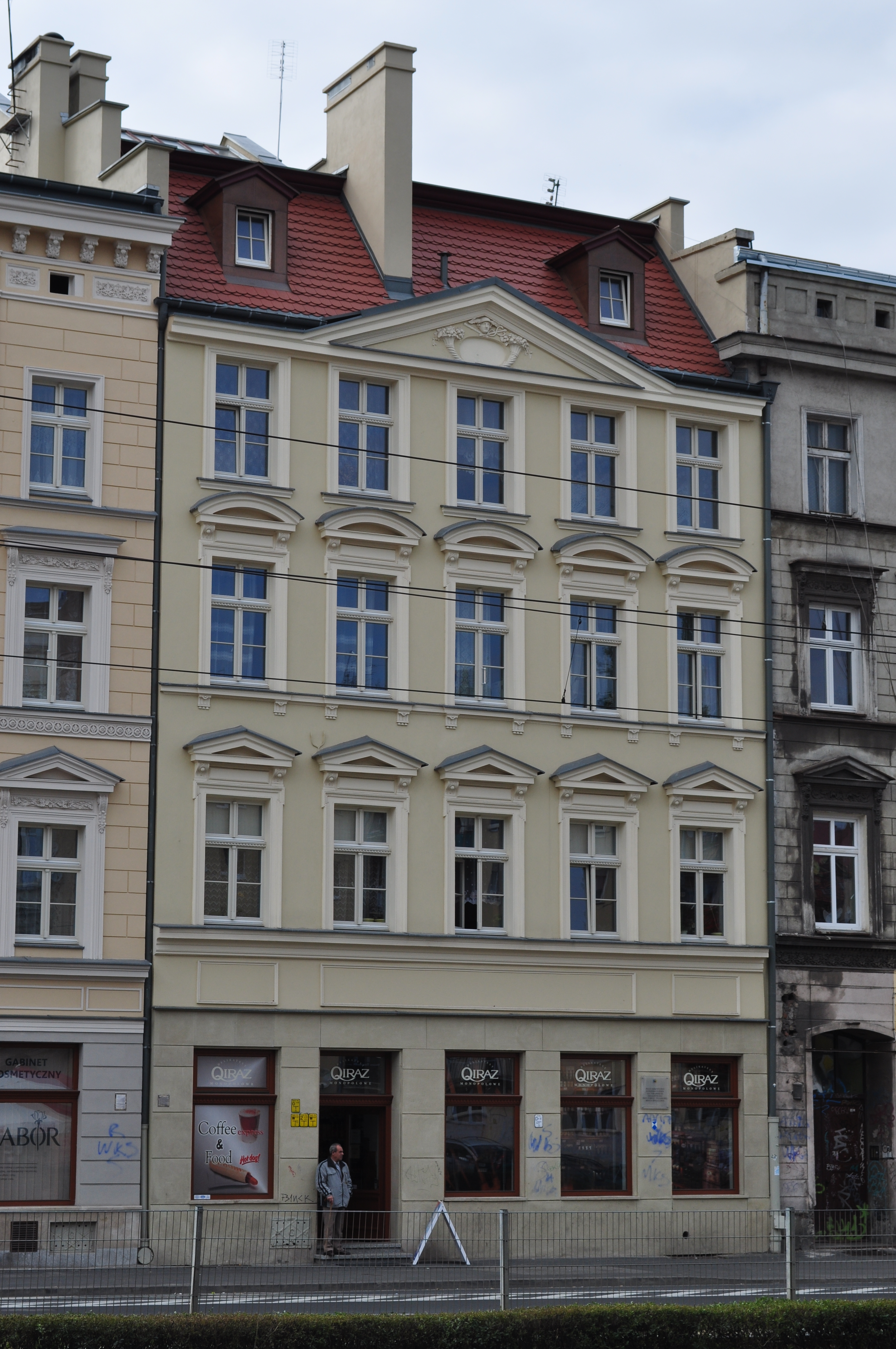
Kamienica nr 49

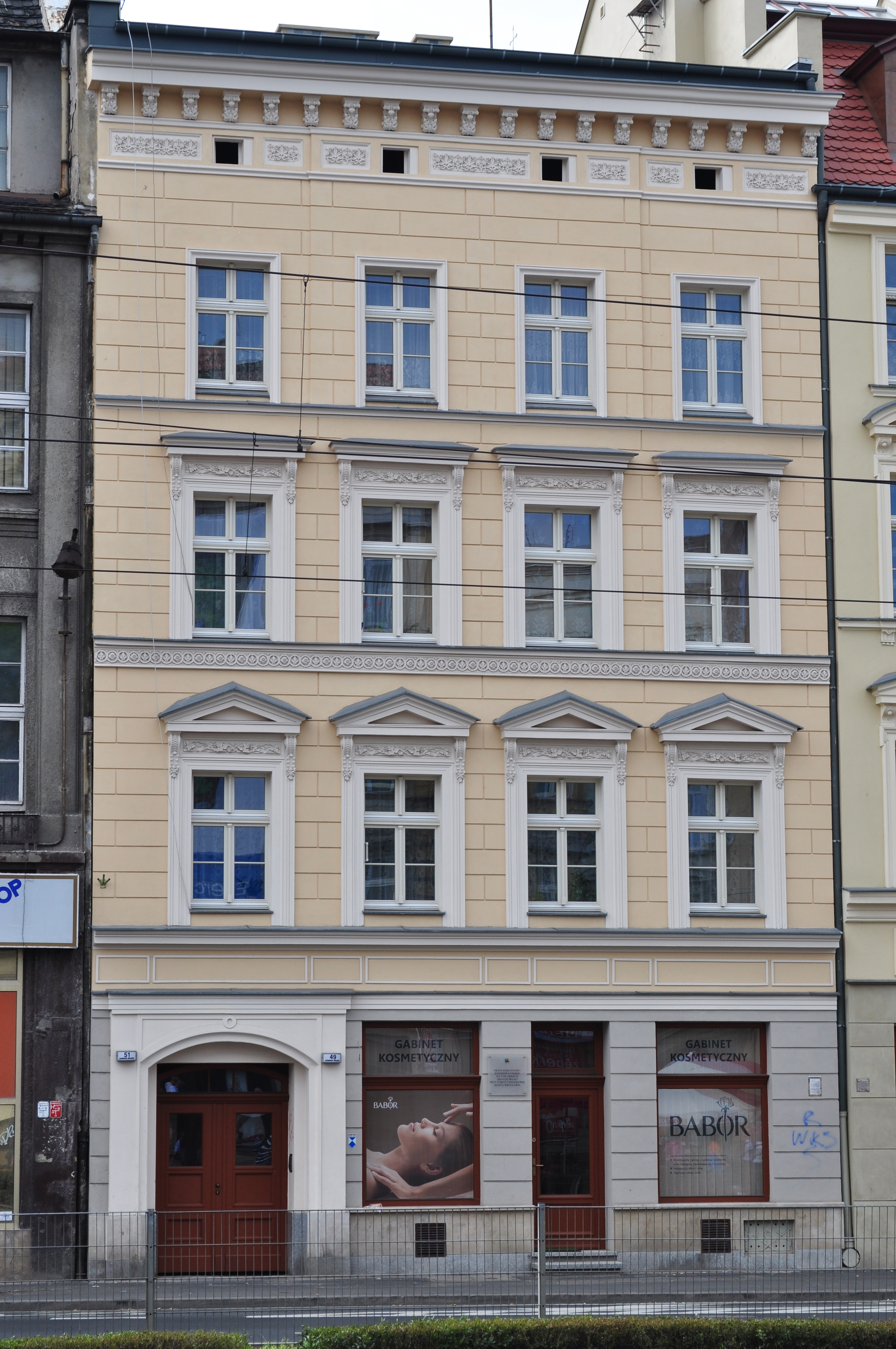
Kamienica nr 51

Posesja, na której ulokowana jest kamienica, znajduje się w południowo-zachodniej części miasta. Ten teren został włączony do miasta w 1342 roku, po wielkim pożarze miasta. Na nowym terenie wzniesiono ciąg murów z basztami i barbakanem. Wytyczono również ulicę Carlstrasse na cześć cesarza Karola IV. W XV wieku teren ten należał do tzw. Kwartału Słodowników, rozciągającego się łukiem między obecną ulicą Wierzbową a zachodnim wylotem obecnej ulicy Grodzkiej, między wewnętrznym a zewnętrznym obwodem murów miejskich, przy Czarnej Oławie, stanowiącej fosę wewnętrzną. Nazwa związana jest z profesją słodowników, której przedstawiciele zamieszkiwali ten obszar. Parcele zostały zagospodarowane po wyznaczeniu linii fortyfikacyjnych w latach 1329–1348 i zostały wytyczone przy ówczesnej wschodniej stronie ulicy Vnder den melczern.
Od XVI wieku odcinek między ulicami św. Doroty (Dorothengasse) i Krupniczą (Graupegasse) zwany był Hummerei. Kwartał Słodowników w drugiej ćwierci XV w. został podzielony, a obszar między ulicami św. Mikołaja i Świdnicką zaliczony został do tzw. Kwartału Kupców. W pierwszej połowie XIX wieku ta część miasta zmieniła swój charakter na rzemieślniczo-handlowy co było związane z napływem do dzielnicy ludności pochodzenia żydowskiego. Kamienice zostały wzniesione po pożarze miasta w 1708 roku. Kamienice na posesjach 47-51 były pierwotnie domami zajezdnymi szlachty. Ich wygląd zmieniał się głównie w XIX wieku; dobudowywano tylne oficyny poszerzając działki w kierunku południowym.

## Architektura

### Kamienica nr 47
W 1862 roku przebudowano fasadę kamienicy nr 47 wyburzając m.in. barokowy szczyt. Do czasów współczesnych zachowało się jedynie kilka elementów z okresu barokowego wystroju; zachowały się sklepienia kolebkowe z lunetami w części parterowej. Kamienica czterokondygnacyjna, pięcioosiowa, pokryta płaskim dachem. W części parterowej znajdują się pomieszczenia sklepowe. W skrajnej osi wschodniej znajduje się brama prowadząca do sieni a następnie do wewnętrznej klatki schodowej. Wszystkie okna otoczone są wąskimi opaskami. Nad oknami drugiej kondygnacji znajdują się trójkątne naczółki okienne wsparte na konsolkach. Pomiędzy konsolkami znajdują się płyciny ozdobione dekoracją kwiatową. Nad oknami trzeciej kondygnacji znajdują się gzymsy odcinkowe również wspierane konsolkami a między nimi umieszczono podobne płyciny co na pierwszym piętrze.

### Kamienica nr 49
W połowie XIX wieku w kamienicy nr 49 usunięto sklepienia parteru a w 1889 roku usunięto szczyt i podwyższono budynek o jedną kondygnację. Po 1945 roku w tej samej kamienicy przebudowano kompletnie układ wewnętrzny. Kamienica czterokondygnacyjna, pięcioosiowa, pokryta dachem mansardowym z użytecznym poddaszem. Część parterowa boniowana. 
Wszystkie okna otoczone są wąskimi opaskami. Okna na wszystkich kondygnacjach otoczone wąskimi opaskami. Nad oknami pierwszego piętra znajdują się trójkątne naczółki wsparte na konsolkach, nad oknami drugiego piętra znajdują się naczółki łukowe również wsparty na konsolach. Opaski okien przenikają przez oddzielający gzyms międzykondygnacyjny i zakończone są ozdobnym elementem w formie konsoli. Elewacja zwieńczona jest gzymsem koronującym, na którym umieszczony został fronton z tympanonem wypełnionym rzeźbionymi kwiatowymi ozdobami.

### Kamienica nr 51
Kamienica czterokondygnacyjna, czteooosiowa, pokryta płaskim dachem. Część parterowa boniowana z otworem wejściowym w kształcie łuku. Wszystkie okna otoczone są wąskimi opaskami. Nad oknami drugiej kondygnacji znajdują się trójkątne naczółki okienne wsparte na konsolkach. Nad oknami trzeciej kondygnacji znajdują się gzymsy odcinkowe również wspierane konsolkami. Nad oknami trzeciej kondygnacji znajduje się klasyczny gzyms koronujący. W pasie pomiędzy dwoma architrawami umieszczono płyciny na przemian z małymi otworami okiennymi, wypełnionymi kwiatowymi ozdobami. Nad pasem znajduje się wydatne zwieńczenie podtrzymywane modylionami.   